# Charles Frederick Wright

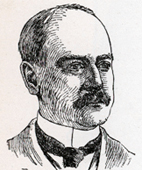
Charles Frederick Wright

Charles Frederick Wright (* 3. Mai 1856 in Forest Lake, Susquehanna County, Pennsylvania; † 10. November 1925 in Susquehanna, Pennsylvania) war ein US-amerikanischer Politiker. Zwischen 1899 und 1905 vertrat er den Bundesstaat Pennsylvania im US-Repräsentantenhaus.

## Werdegang
Charles Wright war der jüngere Bruder des Kongressabgeordneten Myron Benjamin Wright (1847–1894). Er besuchte die öffentlichen Schulen seiner Heimat und danach bis 1874 die Montrose Academy, ebenfalls im Staat Pennsylvania. Zwischen 1875 und 1899 arbeitete er in verschiedenen Positionen für die First National Bank of Susquehanna Depot. Ab 1882 war er deren Präsident. Politisch schloss er sich der Republikanischen Partei an. In den Jahren 1896, 1904 und 1908 nahm er als Delegierter an den jeweiligen Republican National Conventions teil, auf denen William McKinley, Theodore Roosevelt und schließlich William Howard Taft als Präsidentschaftskandidaten nominiert wurden.
Bei den Kongresswahlen des Jahres 1898 wurde Wright im 15. Wahlbezirk von Pennsylvania in das US-Repräsentantenhaus in Washington, D.C. gewählt, wo er am 4. März 1899 die Nachfolge von James Hodge Codding antrat. Nach zwei Wiederwahlen konnte er bis zum 3. März 1905 drei Legislaturperioden im Kongress absolvieren. Ab 1903 vertrat er dort als Nachfolger von Marlin Edgar Olmsted den 14. Distrikt seines Staates. Ebenfalls ab 1903 war er Vorsitzender des Ausschusses zur Kontrolle der Ausgaben des Landwirtschaftsministeriums. Im Jahr 1904 verzichtete er auf eine weitere Kandidatur.
Zwischen 1911 und 1913 war Charles Wright Finanzminister (Treasurer) seines Heimatstaates; in den Jahren 1915 und 1916 fungierte er als Staatsbeauftragter für den öffentlichen Dienst (Commissioner of Public Service). Danach war er wieder im Bankgewerbe tätig. Er starb am 10. November 1925 in Susquehanna.